# Аполо 18 (филм)
Аполо 18 је америчко-канадски пронађени снимак научнофантастични хорор филм из 2011 који је написао Брајан Милер, редитеља Гонзала Лопез, а продуцирали Тимур Бекмамбетов и Мајкл Волкоф. Након различитих промена датума објављивања, филм је објављен у Сједињеним Државама, Великој Британији и Канади 2. септембра 2011. Међутим, датум објављивања за друге територије варирају.  Филм је први филм Лопез-Галегов на енглеском језику.
Радња филма се ради о отказаној мисији Аполо 18 заправо слетела на Месец у децембру 1974, али се никад није вратила, и као резултат тога, Сједињене Државе никада нису покренуле друге експедиције на Месец. Филм је снимљен у стилу пронађеног снимка, наводно "изгубљеног снимка" мисије Аполо 18 која је тек недавно откривена.
У децембру 1974, посада отказане мисије Аполо 18 обавештена је да ће она наставити али као тајна мисија Министарства одбране , прерушена у сателитско лансирање. Командант Натан Валкер, потпуковник Џон Греј и капетан Бен Андерсон крећу се према Месецу да поставе детекторе који ће упозорити Сједињене Државе на све предстојеће Интерконтиненталнe балистичкe ракете које нападају из СССР-а.